# Josef Schoiswohl
Josef Schoiswohl (* 3. Jänner 1901 in Guntramsdorf, Niederösterreich; † 26. Februar 1991 in Wien) war ein österreichischer Geistlicher. Er war römisch-katholischer Bischof der Diözesen Eisenstadt und Graz-Seckau.

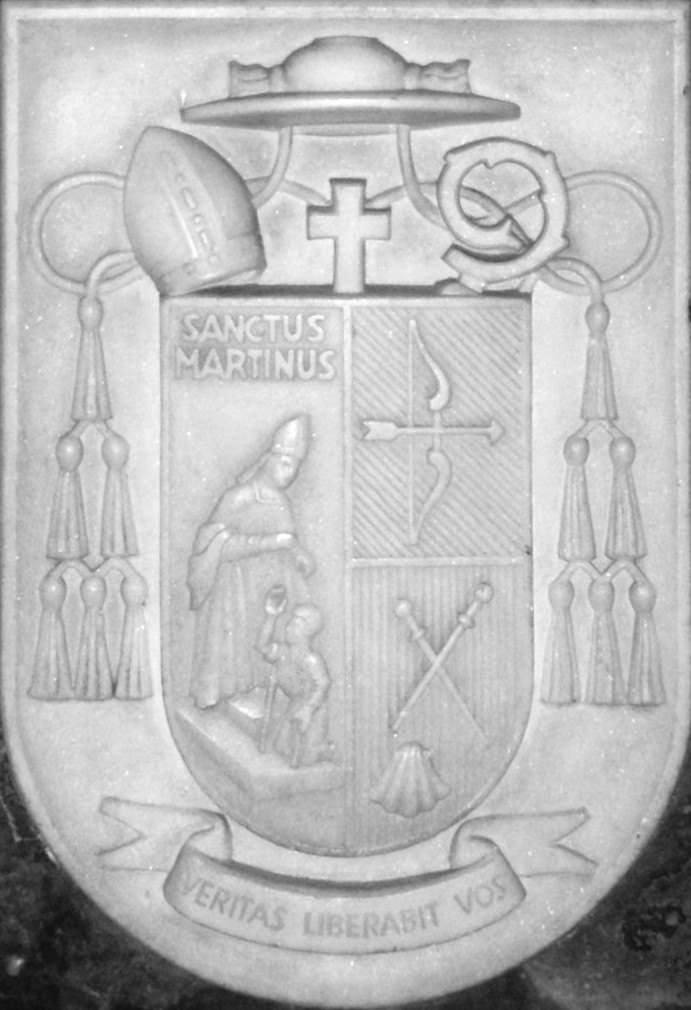
Schoiswohls Bischofswappen (Stephansdom Wien)

## Leben
Josef Schoiswohl trat in das Knabenseminar Hollabrunn ein und maturierte am 10. Juli 1920 am Bundesgymnasium Hollabrunn. Danach begann er ein Theologiestudium an der Universität Wien, das er mit der Promotion abschloss. Er war seit 18. Oktober 1920 Urmitglied der katholischen Studentenverbindung KÖStV Rudolfina Wien, damals im CV, ab 1933 im ÖCV.
Er empfing am 20. Juli 1924 die Priesterweihe von Kardinal Friedrich Gustav Piffl. Danach war er Kaplan in Kirchberg am Wagram und ab 1925 Studienpräfekt am Knabenseminar Hollabrunn. Er wurde 1930 Domkurat zu St. Stephan in Wien. Er wurde beauftragt, die Finanzkammer der Erzdiözese Wien aufzubauen, deren Direktor er am 1. Jänner 1940 wurde. Ab 1942 war er Pfarrverweser in der Pfarrkirche Mauer in Wien, ab 1946 dort Pfarrer.
Am 11. November 1949 wurde er zum apostolischen Administrator des Burgenlandes ernannt. Das Amt wurde zuvor von den Wiener Erzbischöfen Friedrich Gustav Piffl und Theodor Innitzer ausgeübt. Am 20. Juni 1951 erfolgte seine Ernennung zum Titularbischof von Phytea (Fitea). Am 2. September 1951 spendete ihm Theodor Kardinal Innitzer in Eisenstadt die Bischofsweihe. Mitkonsekratoren waren der Wiener Koadjutorerzbischof Franz Jachym und der Seckauer Weihbischof Leo Pietsch.
Am 18. Jänner 1954 wurde er als Nachfolger von Ferdinand Stanislaus Pawlikowski zum Bischof der Diözese Graz-Seckau ernannt. Der selbst sittenstrenge Bischof galt anfangs als Konservativer. Nach dem Zweiten Vatikanischen Konzil, an dem er als Konzilsvater teilgenommen hatte, wurde er liberaler und gewährte viele Freiheiten, so dass konservative Geistliche von der Diözese als „Holland in Österreich“ sprachen. Er berief einen ständigen Priesterrat ein; Laien durften in einer Synode mitreden und als Kommunionspender fungieren. Die Priesterausbildung wurde modernisiert und die kollegiale Leitung hatte eine Gruppe fortschrittlicher Theologen inne. Junge Priester durften gruppenweise für drei Monate in obersteirischen Kohlengruben arbeiten, um mit Bergleuten ins Gespräch zu kommen. Der Papstprimat war für ihn nicht aufgehoben, „aber die Betonung der Spitze, der Isolierung, des Monolithischen tritt zurück“. Dies alles führte zu Spannungen in der Diözese. Ein starker Widersacher im Klerus war auch der apostolische Nuntius Opilio Rossi. Im November 1968 fuhr Schoiswohl erfolglos nach Rom, um zu erreichen, dass verheiratete ehemalige Priester wenigstens als ständige Diakone und Religionslehrer zugelassen werden sollten.

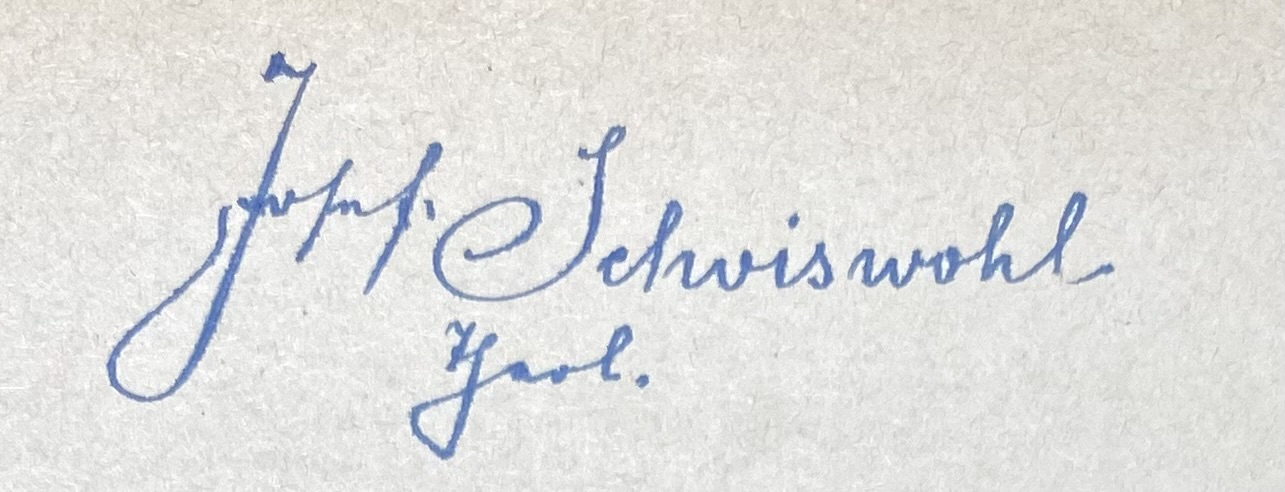

Diese Entwicklungen veranlasste ihn, seinen Rücktritt einzureichen, welcher am 27. November 1968 genehmigt und am 1. Jänner 1969 wirksam wurde, aber zuerst geheim blieb. Erst zu Mittag des 31. Dezember verkündete er selbst überraschend seinen Rücktritt und verließ die Stadt. Am Abend wurde im Fernsehen zur Verwunderung der informierten Zuschauer noch eine aufgezeichnete Silvesteransprache ausgestrahlt. Er wurde am 1. Jänner 1969 zunächst zum Titularbischof von Sulletto und am 10. Juni 1969 zum Titularerzbischof von Monteverde ernannt.
Nach seinem Rücktritt war er in seiner Heimatgemeinde Guntramsdorf als Seelsorger tätig, wo er auch begraben wurde.

## Auszeichnungen (Auszug)
- Ehrenring des Landes Steiermark

## Werke
- Um die Einheit der Christen. Vortrag, gedruckt bei Styria, Graz 1955.
- Unterwegs zur Erneuerung. Nachkonziliare Erwägungen. Vortrag, gedruckt bei Styria, Graz 1966.
- Fortschritt in der Kirche. Styria, Graz 1969.